# Ordine di Eccellenza della Guyana
L'Ordine di Eccellenza della Guyana è un ordine cavalleresco della Guyana.

## Storia
L'Ordine è stato fondato nel 1970.

## Classi
L'Ordine dispone dell'unica classe di Membro che dà diritto al post nominale OE e di norma viene assegnato ad un massimo di venticinque cittadini residenti.

## Insegne
- Il nastro è giallo con bordi verdi e con una striscia centrale rossa.